# Cant

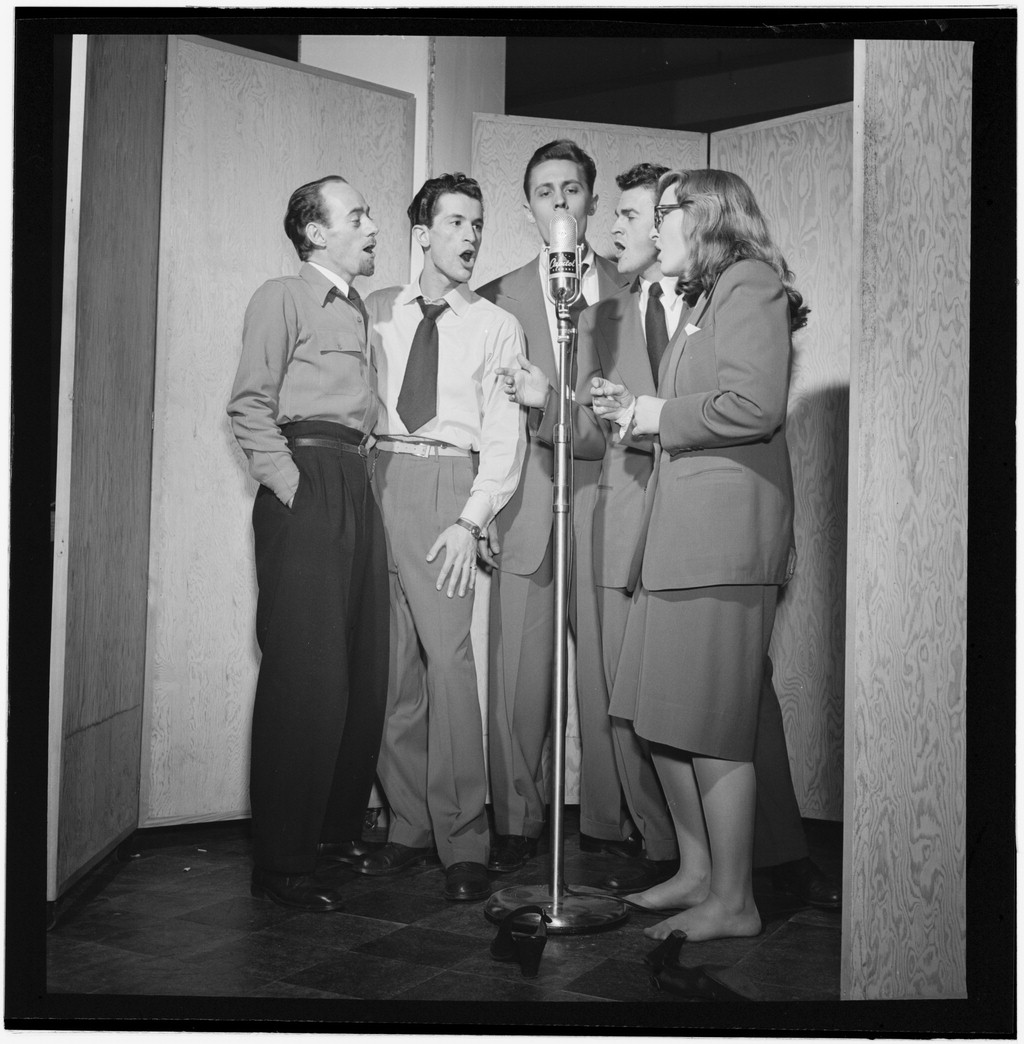
Persones cantant

El cant és l'acte de produir sons musicals amb la veu. La persona que produeix el cant s'anomena cantant.
El cant és el resultat de l'acció de l'aire expirat; surt del pulmons per l'acció del diafragma, com en qualsevol expiració activa, i en passar per la laringe fa vibrar les cordes vocals. El so així produït s'amplia posteriorment en les cavitats naturals superior (nas, faringe, boca), i eventualment és articulat per la llengua i els llavis per formar els diferents fonemes.
De fet, perquè el cant sigui possible cal activar molts recursos del cos humà: el sistema respiratori, molts músculs de l'abdomen, de l'esquena, del coll i de la cara. Aquesta complexitat exigeix que el domini del cant passi per un entrenament musical molt exigent i, en certa manera, és un entrenament comparable al d'un esportista. Per cantar cal tenir un bon to muscular i això obliga a tenir cura de la pròpia salut, procurant menjar bé, fer exercici, evitar el tabac i els excessos d'alcohol, etc.

## Arts escèniques

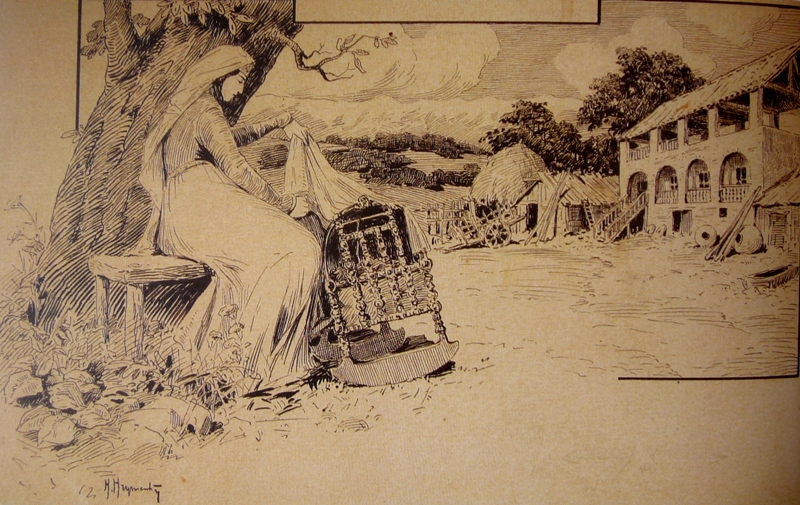
El cant no té perquè ser sempre professional ni públic, pot ser un acte lúdic o de relació íntima, per exemple per a ajudar a dormir a un nadó.

Cantar no és només fer servir la veu, no és només usar el cos adequadament, és també interpretar, transmetre al públic les emocions condensades en el text cantat. I en determinats gèneres musicals, cal unir el cant amb altres aspectes escènics.
En música clàssica, la veu és utilitzada com un instrument musical molt especial. Des de fa uns quants segles, el cant clàssic ha inspirat nombrosos compositors que li han dedicat diferents tipus d'obres vocals com cançons polifòniques, misses, motets, corals, cantates, òperes o oratoris.
En la música tradicional, el cant serveix de suport a un text més o menys poètic per formar una cançó.